# Траксельвальд (округ)
Траксельвальд (нем. Trachselwald) — бывший округ в Швейцарии. Центр округа — Траксельвальд.
Существовал до 2009 года, входил в кантон Берн. С 2010 года коммуны округа вошли в новые округа:
- Вальтерсвиль, Висахен, Хуттвиль, Эрисвиль — в Обераргау,
- остальные коммуны — в Эмменталь.

## Коммуны округа
| Герб          | Коммуна       | Население (2007) | Площадь км² | Официальный код |
| ------------- | ------------- | ---------------- | ----------- | --------------- |
| Аффольтерн    | Аффольтерн    | 1170             | 11,5        |                 |
| Дюрренрот     | Дюрренрот     | 1042             | 14,1        |                 |
| Эрисвиль      | Эрисвиль      | 1424             | 11,3        |                 |
| Хуттвиль      | Хуттвиль      | 4675             | 17,3        |                 |
| Лютцельфлю    | Лютцельфлю    | 4075             | 26,9        |                 |
| Рюегзау       | Рюегзау       | 3053             | 15,1        |                 |
| Зумисвальд    | Зумисвальд    | 5139             | 59,4        |                 |
| Траксельвальд | Траксельвальд | 1067             | 16,0        |                 |
| Вальтерсвиль  | Вальтерсвиль  | 551              | 7,9         |                 |
| Висахен       | Висахен       | 1212             | 11,8        |                 |
|               | Итого (10)    | 23 408           | 191,3       |                 |